# Museu Histórico Pedagógico Conselheiro Rodrigues Alves
O Museu Histórico e Pedagógico Conselheiro Rodrigues Alves é um museu localizado em Guaratinguetá-SP que tem como patrono o ex-presidente da república Francisco de Paula Rodrigues Alves. Foi criado em 1956 pelo Decreto 26 218, de 3 de agosto, que também deu origem aos museus histórico-pedagógicos Prudente de Moraes (Piracicaba), Campos Sales (Campinas), e Washington Luis (Batatais), em uma iniciativa do governo paulista de celebrar a memória dos presidentes da república naturais do estado de São Paulo.
Ao longo de sua trajetória a instituição teve diversas denominações: Museu de Guaratinguetá, Museu Histórico Municipal, Museu Histórico do Instituto de Educação Conselheiro Rodrigues Alves, e Museu Histórico e Pedagógico de Guaratinguetá.

## Histórico
Entre 1958 e 1969 o museu ocupou o Instituto de Educação Conselheiro Rodrigues (atual Escola Estadual Conselheiro Rodrigues Alves) e a Biblioteca Municipal de Guaratinguetá. Em 1969 o museu encerrou as atividades, em razão da falta de recursos, sendo reaberto em 1979, em um prédio pertencente à Prefeitura Municipal no bairro do Pedregulho. Nesse período o acervo esteve instalado em uma “pequena sala da Prefeitura Municipal”, conforme correspondência do Diretor do Instituto de Estudos Valeparaibanos à Câmara Municipal de Guaratinguetá, requerendo a desapropriação do imóvel hoje ocupado pela instituição. Somente em 1982 o museu se instala na antiga residência de Rodrigues Alves, desapropriada em 1979.

#### Contrato de Gestão
Entre 2008 e 2011 o museu foi gerido pela Associação Cultural de Apoio ao Museus Casa de Portinari (ACAM Portinari), por meio do Contrato de Gestão n° 029/2008, firmado com a Secretaria de Estado da Cultura. Nesse período a associação foi responsável pelo restauro da edificação, feito entre 2008 e 2010, e diversos projetos de requalificação e estruturação técnica. A expografia foi renovada, e o acervo passou por processo de conferência e atualização de sua documentação.

## Acervo
No processo de conferência do acervo feito entre 2017 e 2018 foram computadas 1581 peças nas coleções do museu. O acervo conta com um diversidade de peças de mobiliário, e itens ligados à Rodrigues Alves e seus familiares, como objetos pessoais, fotografias, documentos, e parte da biblioteca pessoal do ex-presidente. Também constam peças relacionadas à Revolução Constitucionalista de 1932, pintura, e objetos doados ao longo dos anos. As coleções do museu representam uma rica fonte de estudos para os períodos do Segundo Reinado e da República Velha.

## Sede
A atual sede do museu, conhecida como a Casa do Conselheiro Rodrigues Alves, foi construída em meados do século XIX a mando de seu primeiro proprietário, o Dr. José Martiniano de Oliveira Borges (1827-1870), que dá nome à rua que corta a lateral da casa. José Martiniano era pai de Ana Guilhermina de Oliveira Borges (1856-1891), esposa de Rodrigues Alves, e filho de Francisco de Assis e Oliveira Borges, o visconde de Guaratinguetá, de quem Rodrigues Alves herdou o capital político. Após o casamento de Ana Guilhermina e Rodrigues Alves em 11 de setembro de 1875, o casal passou a residir na casa de maneira intermitente, por conta da carreira política de Rodrigues Alves, que o levou a residir ora no Rio de Janeiro, ora em São Paulo, sempre mantendo a casa na cidade natal.
A residência esteve em propriedade dos descendentes de Ana Guilhermina e Rodrigues Alves até 1979, quando o imóvel foi declarado de utilidade pública para fins de desapropriação, por meio do Decreto 13 257, de 20 de fevereiro de 1979. O imóvel foi avaliado de acordo com os valores de mercado à época, e o valor depositado em juízo em julho de 1981, sendo a posse transferida para a Secretaria de Estado da Cultura; a aquisição incluiu o mobiliário histórico e a documentação abrigados na casa, que foram incorporados ao acervo do museu. A casa também foi declarada de utilidade pública pelo Município de Guaratinguetá com o objetivo de sediar o museu, pela Lei 1051 de 1968.
Durante a Revolução Constitucionalista de 1932 a casa foi danificada, tendo servido de sede a uma seção da Cruz Vermelha de Santos e, após a capitulação paulista, foi ocupada pelas tropas federais. Passou também por substanciais reformas em 1934 e 1948, que as deram várias de suas características: as paredes internas, de pau-a-pique, foram substituídas por alvenaria de tijolo, e trocados o telhado, janelas, portas, batentes, piso (trocado por piso ripado) e forro (refeito em gesso). Os fundos da casa foram ampliados, com a construção sendo feita de alvenaria de tijolos, e parte da alvenaria de taipa de pilão foi encamisada por tijolos.
Em 1983, a diretora Maria Aparecida Coupé Schmidt se queixou das obras superficiais que tinham sido feitas para a instalação do museu na atual sede, pois as infiltrações, comuns antes da reforma, voltaram a aparecer. Em outubro de 1985 foi constatado que as rachaduras das paredes eram profundas e poderiam comprometer a estrutura da casa. Em julho de 1986, o Conselho de Defesa do Patrimônio Histórico, Arqueológico, Artístico e Turístico (CONDEPHAAT) condenou um reparo que a Prefeitura tinha feito no telhado poucos meses antes e a diretora interditou o museu. O museu foi transferido no segundo semestre de 1988 para outro prédio no centro de Guaratinguetá, e por conta das constantes mudanças, a diretora colocou sob a guarda de um banco as peças mais significativas do acervo. Os reparos necessários somente se iniciaram no final de 1990; nesse período o muro de taipa da Rua Dr. Martiniano havia ruído e a sede, desocupada, foi invadida e depredada.
A Casa de Rodrigues Alves foi tombada em 2 de dezembro de 1969 pelo Instituto do Patrimônio Histórico e Artístico Nacional (IPHAN), e pelo CONDEPHAAT em 24 de abril de 1970. Possui 440m2 de área construída, divididos em dois pavimentos, com um porão fechado de 100m2, situada em um terreno de 600m2. O laudo de avaliação para a desapropriação, feito em junho de 1978 , descreve a seguinte disposição da casa: 7 dormitórios, sendo 2 no pavimento inferior; 2 banheiros, 1 em cima e 1 embaixo; 1 sala em cada pavimento e, no térreo, além da cozinha, havia 1 sala de música, 1 biblioteca e 1 quarto de vestir. Separada do corpo principal, havia, nos fundos, uma edícula (demolida) com banheiro pequeno e garagem.

## Contexto
A criação dos primeiros museus histórico-pedagógicos paulistas foi realizada com a intenção de preservar a memória dos presidentes paulistas e celebrar o período republicano, contribuindo para inserir a história paulista no contexto da memória nacional. Essa iniciativa se situa em um quadro maior de ações ligadas à memória e ao patrimônio cultural, que incluem os festejos do Quarto Centenário da cidade de São Paulo em 1954, a criação do CONDEPHAAT em 1968 e os preparativos para o Sesquicentenário da Independência em 1972. Entre 1956 e 1973 foram criados no estado de São Paulo 79 museus, que passaram a constituir a maior rede de museus históricos e públicos criada no país.
No contexto da Museologia e da História contemporâneas, as ideologias e conceitos que nortearam a criação do Museu Rodrigues Alves são relacionadas a uma concepção saudosista e romantizada do museu e do tempo histórico, com enfoque nos “grandes vultos” históricos da elite política e econômica, como Francisco de Paula Rodrigues Alves, carecendo de interpretações críticas do processo histórico e da percepção do museu como espaço dinâmico.
No Plano Museológico da instituição, concebido em 2010, as diretrizes para a gestão do museu defendem que “longe de se constituir em um espaço mistificador do passado ou diluidor das contradições sociais, o Museu Histórico e Pedagógico Conselheiro Rodrigues Alves deve orientar a sua missão à preservação e divulgação da experiência histórica, da cultura e da identidade locais, contribuindo tanto para a preservação patrimonial quanto para a extroversão do conhecimento produzido sobre a cidade e sobre a ocupação desse território”.

## Reabertura
O museu esteve fechado entre os anos de 2008 e 2017, com grande parte do acervo armazenado em caixas de transporte, inapropriadas para o acondicionamento em longo prazo. Na intenção de providenciar orientação técnica e colaborar para a reabertura da instituição, a equipe da ACAM Portinari de apoio ao SISEM-SP realizou uma visita técnica ao museu em setembro de 2013, acompanhada de representantes do SISEM e da Unidade de Preservação do Patrimônio Museológico (UPPM) da Secretaria de Estado da Cultura. Nessa visita foram constatadas as más condições de armazenamento do acervo, com a presença de sujidades, traças, cupins e roedores.
Em janeiro de 2014 um nova visita foi realizada, com a presença do secretário de Cultura, Flávio Augusto Vieira Gonçalves. Com as informações coletadas nessas visitas, foram elaborados os documentos “Apontamentos técnicos prévios sobre o Museu Histórico Pedagógico Conselheiro Rodrigues Alves” e “Apoio técnico ao Museu Histórico Pedagógico Conselheiro Rodrigues Alves: proposta de plano de ação”, sendo o último desses entregue a Francisco Carlos Moreira dos Santos, o então prefeito de Guaratinguetá. Após a entrega, as negociações para a abertura do museu foram interrompidas em razão da “indisponibilidade dos gestores municipais para formação de parceria de trabalho para a execução dos projetos”, só sendo retomadas em 2016.

#### Denúncias
Após denúncia por conta do fechamento da instituição e da má gestão de imóvel público tombado foi instaurado processo em março de 2014, que deu origem a uma ação civil pública, proposta pelo Ministério Público Federal em agosto de 2016. A apuração revelou um impasse entre o governo estadual e a prefeitura de Guaratinguetá: o governo do estado alegava não possuir recursos para manutenção da instituição, ensejando a municipalização do museu, prevista no Decreto 24 634, de 13 de janeiro de 1986. A prefeitura por sua vez condicionava a municipalização à realização de uma contrapartida por parte do governo estadual, por meio da alocação de recursos para revitalização do prédio do antigo teatro Carlos Gomes (antiga prefeitura), na Praça Homero Otoni, centro de Guaratinguetá.
Na argumentação do MPF foi descartada a tese de que a administração estadual não possuía recursos para manutenção do museu, uma vez que o período em que o museu foi fechado foi de relativa pujança econômica, com superávit nas contas do estado. Além disso, enquanto não se concluísse o processo de municipalização, a responsabilidade pelo funcionamento do museu permaneceria, tendo este sido mantido com recursos estaduais desde a sua instalação na sede atual, em 1982.
Em relação à prefeitura de Guaratinguetá, o Ministério Público considerou que a o governo estadual não possuía previsão orçamentária para a revitalização do antigo teatro. Argumentou também que em razão da elevação do município à condição de Estância Turística pela Lei Estadual 15 537, de 25 de julho de 2014, a cidade estaria habilitada a obter recursos estaduais junto ao Departamento de Apoio ao Desenvolvimento da Estâncias (DADE).
Em 2016, nova denúncia levou à abertura de um inquérito policial, alegando o abandono do museu e o grave estado de deterioração de seu acervo.

#### Salvaguarda
Em setembro de 2016, foi iniciado o processo de salvaguarda emergencial do acervo, realizado por funcionários da ACAM Portinari, com o apoio do Sistema Estadual de Museus (SISEM-SP). Foi relatada a presença de ratos no imóvel, diversas peças sofreram severo ataque biológico, e na base das caixas de transporte onde estavam acondicionadas as peças foi encontrado um cupinzeiro ativo com cinquenta centímetros de altura.
Após a salvaguarda emergencial, foi feita a manutenção do edifício, e organizada a reserva técnica para acondicionamento do acervo. Em seguida realizou-se a higienização das peças, a conferência do acervo e atualização da documentação. Por fim a exposição de longa duração foi readequada, e produzida uma exposição de curta duração, sendo o museu reaberto no dia 7 de julho de 2017.

## Exposições

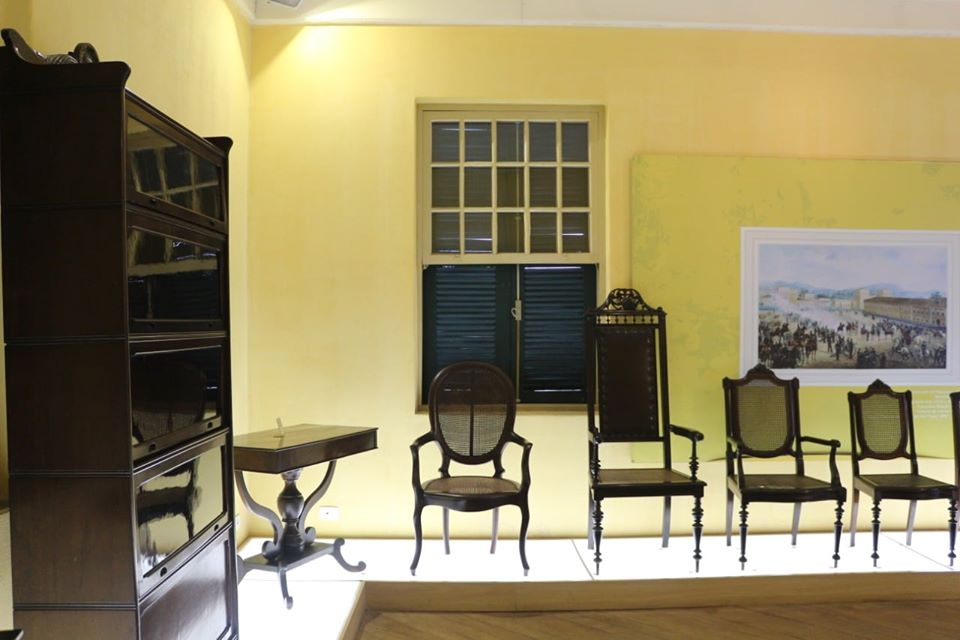
Exposição de longa duração do museu. Fotografia de 2019.

- 1988 - Aquarela: Pincel, Água, Papel
- 1989 - Presidentes Paulistas
- 1996 - Camões – Exposição comemorativa aos 500 anos do Descobrimento
- 1998 - Exposição comemorativa aos 150 anos do nascimento do Conselheiro Rodrigues Alves
- 1998 - A Saga dos Imigrantes: colônia do Piaguy
- 1998 - Imaginário, Fé e Devoção no Vale do Paraíba
- 2000 - O Cotidiano Vigiado: a colônia japonesa sob o olhar do DEOPS
- 2001 - Os Imigrantes
- 2002 - A Semana de 22
- 2004 - Moda Praia Através dos Tempos
- 2005 - São Paulo em Revista
- 2006 - Futebol, Paixão Brasileira
- 2017 - Exposição de Selos
- 2018 - Nossa Senhora da Conceição – Obras Restauradas
- 2019 - 100 Anos sem o Chico de Paula - Centenário do falecimento de Rodrigues Alves[5][22][23]Referências

1. ↑  «Decreto nº 26.218, de 03 de agosto de 1956». Governo do Estado de São Paulo. 3 de agosto de 1956. Consultado em 21 de abril de 2020
2. 1 2 3 4  MISAN, Simona (2008). «Os museus históricos e pedagógicos do estado de São Paulo». Anais do Museu Paulista. 16 (2): 175–204. ISSN 0101-4714. doi:10.1590/S0101-47142008000200006. Consultado em 21 de abril de 2020
3. 1 2 3 4 5 6 7 8 9  SIQUEIRA, Lucília Santos (2015). «A história que foi usada nos tombamentos e na conservação da Casa do Conselheiro Rodrigues Alves». Revista CPC. doi:10.11606/issn.1980-4466.v0i19p49-79. Consultado em 21 de abril de 2020
4. 1 2 3 4 5 6 7 8 9  «Ação Civil Pública - Inquérito Civil n. 1.34.029.000044/2014-91» (PDF). Ministério Público Federal. 11 de agosto de 2016. Consultado em 21 de abril de 2020
5. 1 2 3 4 5 6 7 8 9 10 11  SISEM - SP. Museu Histórico e Pedagógico Conselheiro Rodrigues Alves: processo de revitalização e salvaguarda. São Paulo, 28 de fevereiro de 2018.
6. ↑  «Conheça um pouco mais sobre o Museu Rodrigues Alves». Prefeitura Municipal da Estância Turística de Guaratinguetá. 1 de outubro de 2019. Consultado em 21 de abril de 2020
7. 1 2  «Museu Conselheiro Rodrigues Alves é reaberto ao público após 8 anos fechado». Prefeitura Municipal da Estância Turística de Guaratinguetá. 2017. Consultado em 21 de abril de 2020
8. 1 2  «MPF em Guaratinguetá-SP quer que governo do Estado reabra Museu Rodrigues Alves». Ministério Público Federal. 17 de agosto de 2016. Consultado em 21 de abril de 2020
9. 1 2  «MPF apura má gestão de museu histórico em Guaratinguetá». Ministério Público Federal. 26 de março de 2014. Consultado em 21 de abril de 2020
10. 1 2  FRANCO, Afonso Arinos de Melo (2001) [1973]. Rodrigues Alves: apogeu e declínio do presidencialismo (2 vols.). Brasília: Senado Federal. 1062 páginas
11. ↑  MOURA, Carlos Eugênio Marcondes de (2002) [1976]. O Visconde de Guaratinguetá: um fazendeiro de café no Vale do Paraíba 2ª ed. São Paulo: Studio Nobel. 319 páginas. ISBN 8575530070. OCLC 50831414
12. ↑  «Decreto n. 13.257, de 20 de fevereiro de 1979». Governo do Estado de São Paulo. 20 de fevereiro de 1979. Consultado em 21 de abril de 2020
13. ↑  «Lei 1.051, de 1968». Câmara Municipal de Guaratinguetá. 3 de junho de 1968. Consultado em 21 de abril de 2020
14. ↑  «Tombamento - Casa do Conselheiro Rodrigues Alves». CONDEPHAAT. 24 de abril de 1970. Consultado em 21 de abril de 2020
15. ↑  «Tombamento - Casa de Rodrigues Alves». IPHAN. 2 de dezembro de 1969. Consultado em 21 de abril de 2020
16. 1 2  Museu Histórico e Pedagógico Rodrigues Alves: Plano Museológico. Brodowski: Secretaria de Estado da Cultura. 2010. 96 páginas
17. 1 2  «Notícia de Fato - Autos n. 1.34.029.000044/2014-91» (PDF). Ministério Público Federal. 18 de março de 2014. Consultado em 21 de abril de 2020
18. ↑  «Decreto n. 24.634, de 13 de janeiro de 1986». Governo do Estado de São Paulo. 13 de janeiro de 1986. Consultado em 21 de abril de 2020
19. ↑  «Lei n. 15.537, de 25 de julho DE 2014». Governo do Estado de São Paulo. 25 de julho de 2014. Consultado em 21 de abril de 2020
20. ↑  «Inquérito Policial n. 13.0276.0001401/2016-7». Ministério Público do Estado de São Paulo. 1 de setembro de 2016. Consultado em 21 de abril de 2020
21. ↑  «Inquérito Civil n. 14.0276.0000914/2016-3». Ministério Público do Estado de São Paulo. 23 de agosto de 2016. Consultado em 21 de abril de 2020
22. ↑  «Museu Histórico e Pedagógico Conselheiro Rodrigues Alves realiza exposição "Nossa Senhora da Conceição – Obras restauradas"». Prefeitura Municipal da Estância Turística de Guaratinguetá. 2018. Consultado em 21 de abril de 2020
23. ↑  «Guaratinguetá recebe Exposição de Selos no Museu Conselheiro Rodrigues Alves». Prefeitura Municipal da Estância Turística de Guaratinguetá. 2017. Consultado em 21 de abril de 2020